# Pierre Capucci
Pierre Capucci, né en 1390 à Città di Castello et mort en 1445 à Cortone, est un dominicain italien, prêtre de l'ordre des Prêcheurs. Il a été béatifié en 1816 par Pie VII. Sa mémoire liturgique est célébrée le 21 octobre.

## Biographie
Pierre Capucci est né en 1390 à la Città di Castello. Il est issu d'une vielle famille noble de la ville. Il entre à 15 ans dans le couvent  dominicain de sa ville. Il y montre un grand zèle religieux. Il est envoyé faire sa formation au couvent de Cortone où il côtoie Fra Angelico et Antonin de Florence qui deviendra archevêque de Florence. Après ses études, il devient un prédicateur renommé. Il jeûne et fait pénitence, réduisant ses temps de sommeil au minium afin de pouvoir méditer plus longtemps les Écritures. Il prend également de longs temps de contemplation. Ses chroniqueurs rapportent que son humilité était un exemple pour ses frères,,.
Alors qu'il était présent à Foligno (suite à l'expulsion des frères de leur couvent de Cortone), une épidémie se déclare dans la ville. Pierre se rend au contact des malades pour leur apporter des soins matériels mais aussi spirituels. Une autre fois, il se fait mendiant dans les rues pour aller récolter l'argent pour la construction d'une nouvelle église pour son couvent. Excellent prédicateur, il prêche volontiers sur la « fin des temps », comme il était habituel à l'époque. Ses prédications sont fructueuses, et il obtient la conversion de plusieurs pécheurs « endurcis ». Des contemporains témoignent même de « miracles » de son vivant. Il meurt le 21 octobre 1445 dans son couvent de Cortone,.

## Notoriété et Culte

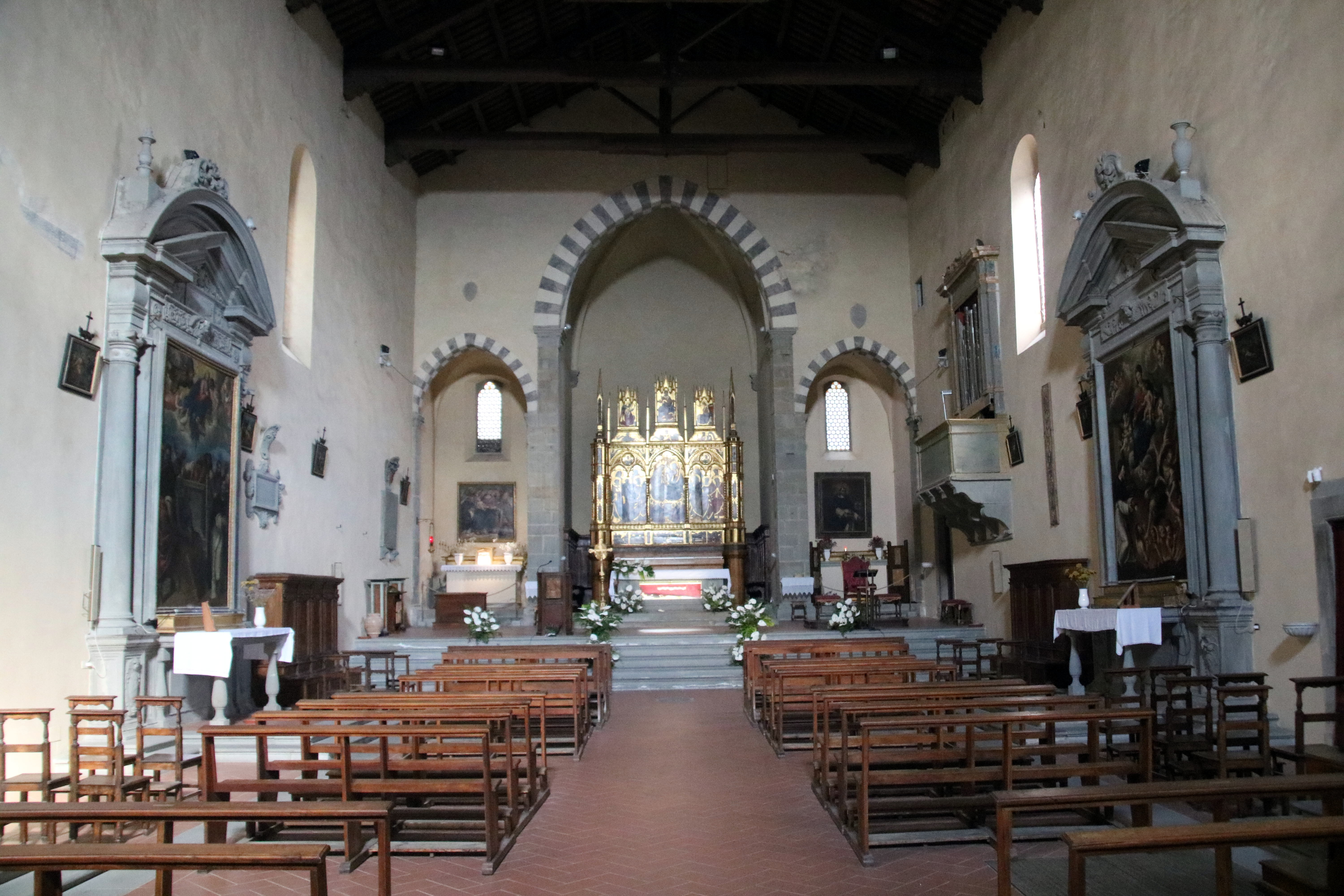
Eglise Saint Dominique de Cortone, où repose les reliques du bienheureux.

A sa mort, un portrait du frère est commandé. Compte-tenu de sa réputation de sainteté, 70 ans après sa mort, ses ossements sont exhumés et placés dans une urne. En 1597, l'urne est rénovée. En 1746, c'est un nouveau cercueil qui est réalisé pour recueillir ses reliques. Celles-ci sont alors portées en procession solennelle à travers la ville. En 1786, les frères dominicains sonrent expulsés du couvent, mais le duc de Parme, Ferdinand Ier, demande que ses restes soient transportés à Colorno. En 1814, les reliques sont ramenées à Cortone, dans l'église Saint Dominique (it). Elles sont aujourd'hui présentes dans la table du maître-autel. Le 21 octobre 1945, l'urne contenant les ossements du bienheureux sont portée en procession solennelle dans les rues de la ville.
Le 16 mai 1816, le pape Pie VII proclame la béatification de Pierre Capucci. Sa mémoire liturgique est célébrée le 21 octobre.